# 横浜商科大学硬式野球部
横浜商科大学硬式野球部（よこまはしょうかだいがくこうしきやきゅうぶ）は、神奈川大学野球連盟に所属する野球チーム。横浜商科大学の学生によって構成されている。

## 歴史
- 1975年（昭和50年）創部[1]。
- 1982年（昭和57年）より、神奈川大学野球連盟に加盟。
- 1990年（平成2年）の全日本大学野球選手権大会（第39回大会）に初出場。
- 2001年（平成13年）のドラフト会議で、長坂健冶（大学卒業後、日本IBM野洲に所属）が大阪近鉄バファローズから8巡目で指名され入団。横浜商科大学硬式野球部出身者のプロ野球選手となった。
- 2007年（平成19年）のドラフト会議で、根本朋久が千葉ロッテマリーンズから大学生・社会人3巡目で指名され入団。横浜商科大学硬式野球部から直接プロ入りした初の選手となった。
- 2013年（平成25年）のドラフト会議で、岩貞祐太が阪神タイガースから1巡目で指名され入団。横浜商科大学硬式野球部出身者初の1巡目指名となった。

## 本拠地
- グラウンド

横浜商科大学 みどりキャンパス内（神奈川県横浜市緑区西八朔町）に所在。

## 出身者
- 新垣勇人（投手、東芝 - 日本ハム - 士別）
- 根本朋久（投手、千葉ロッテ - 日本ハム）
- 岩貞祐太（投手、阪神）※現役
- 西宮悠介（投手、東北楽天）
- 進藤拓也（投手、JR東日本 - DeNA）
- 左澤優（投手、JX-ENEOS - オリックス）
- 渡邊佑樹（投手、東北楽天 - ソフトバンク）※現役
- 長坂健冶（捕手、日本IBM野洲 - 近鉄 - 東北楽天）
- 堂上隼人（捕手、日産自動車 - 香川 - ソフトバンク）
- 山崎憲晴（内野手、横浜・DeNA - 阪神）
- 松本晃（外野手、JR東日本）

## 関係者
- 須田幸太（元投手コーチ）